# 戈紹 (蘇黎世州)
戈绍（德語：Gossau）是瑞士联邦苏黎世州欣维尔区的市镇。该市镇面积为18.26平方千米，海拔高度455米，2018年12月31日人口数为10,220。